# Bianco Bianchi
Bianco Bianchi (ur. 6 kwietnia 1917 w Quarrata, zm. 17 lipca 1997 w Livorno) – włoski kolarz torowy i szosowy, srebrny medalista olimpijski.

## Kariera
Największy sukces w karierze Bianco Bianchi osiągnął w 1936 roku, kiedy wspólnie z Mario Gentilim, Armando Latinim i Severino Rigonim zdobył srebrny medal w drużynowym wyścigu na dochodzenie podczas igrzysk olimpijskich w Berlinie. Był to jedyny medal wywalczony przez Bianchiego na międzynarodowej imprezie tej rangi, był to także jego jedyny start olimpijski. Startował również w wyścigach szosowych, zajmując między innymi drugie miejsce w klasyfikacji generalnej Giro dell’Emilia w 1938 roku. Nigdy nie zdobył medalu na szosowych ani torowych mistrzostwach świata.